# Теано Фотију
Теано Фотију (грч. Θεανώ Φωτίου, рођена 10. маја 1946) је грчки архитекта и политичар Коалиције радикалне левице. Од јануара 2015. до јула 2019. је била заменица министра за социјалну солидарност у првој и другој влади Алексиса Ципраса.

## Биографија
Рођена је 10. маја 1946. у Атини где је дипломирала архитектуру на Универзитету у Атини 1969. године. Од 1972. предаје архитектуру на Техничком факултету Универзитета у Атини. Радила је као гостујући професор на Архитектонском факултету у Лондону и у Барселони. Године 1980. је стекла другу постдипломску диплому из урбанистичког планирања на Колеџу у Нантеру. Суоснивач је European Design Age Network. Током 1990-их су према њеним плановима изграђени Технички универзитет на Криту и Факултет хуманистичких наука Универзитет Крит у Ретимну. Године 2000. је добила прву награду на међународном архитектонском конкурсу за Олимпијско село Летњих олимпијских игара 2004. Следеће године је добила почасно признање на међународном архитектонском конкурсу за Акропољски музеј. У дизајну ентеријера је преуредила салу за састанке у централи Банке Грчке. Између осталих радова, последњих година је завршила нову библиотеку Филозофског факултета Универзитета у Атини. Од парламентарних избора у мају 2012. је била члан хеленског парламента када је номинована за министарку образовања. Међутим, након парламентарних избора 2015. је изабрана за заменицу министра социјалне солидарности.

## Публикације
- Theano Fotiou; Aleka Monemvasitou; Maria Kafritsa; Agni Papaloannou (2011). „Lavrion Technological Cultural Park: 1992-2010. Re-using the Past in Order to Design the Present”.  Ур.: Babalis, Dimitra. Chronocity: Sensitive Interventions in Historic Environment. Florence: Alinea Editrice. стр. 27. ISBN 978-88-6055-618-9.
- Theano Fotiou; Konstantina Demiri; Argyro Moungolia, ур. (2007). Diploma Projects 2002+2003: School of Architecture. National Technical University of Athens Press. ISBN 978-960-254-668-0.
- Theano Fotiou; Konstantina Demiri; Grigoris Kalnis;  ., ур. (2004). Diploma Projects 2001: School of Architecture. National Technical University of Athens Press. ISBN 960-254-639-5.